# Vega de San Mateo
Vega de San Mateo – gmina w Hiszpanii, w prowincji Las Palmas, we wspólnocie autonomicznej Wysp Kanaryjskich, o powierzchni 37,89 km². W 2011 roku gmina liczyła 7765 mieszkańców.